# Косув (Радомський повіт)
Косув (пол. Kosów) — село в Польщі, у гміні Коваля Радомського повіту Мазовецького воєводства.
Населення — 707 осіб (2011).
У 1975-1998 роках село належало до Радомського воєводства.

## Демографія
Демографічна структура станом на 31 березня 2011 року:
|          | Загалом | Допрацездатний вік | Працездатний вік | Постпрацездатний вік |
| -------- | ------- | ------------------ | ---------------- | -------------------- |
| Чоловіки | 340     | 79                 | 230              | 31                   |
| Жінки    | 367     | 86                 | 221              | 60                   |
| Разом    | 707     | 165                | 451              | 91                   |